# Isla Urubuqueçaba
Isla Urubuqueçaba (en portugués: Ilha Urubuqueçaba) es una particular isla en Santos, en el estado de São Paulo, al sur de Brasil. Se localiza al este de la Isla de São Vicente, cerca a la Praya de José Menino, junto con a la frontera con el municipio de São Vicente.
El término "urubuqueçaba" es de origen tupi. Significa "lugar de descanso de los buitres", resulta de la unión de urubu ("buitre"), ker ("dormir") y aba ("lugar")